# Ataxia sensitiva
La ataxia sensitiva o sensorial es una manifestación clínica neurológica que consiste en la pérdida de la coordinación causada por la pérdida de la sensibilidad posicional o propiocepción, a diferencia de la ataxia cerebelosa de la que se diferencia por la presencia de movimientos casi normales cuando el paciente tiene los ojos abiertos.

La ataxia presenta dificultad en la capacidad de realizar movimientos voluntarios coordinados finos. Esta afección puede afectar las extremidades, tronco y otras estructuras.
La ataxia sensorial también carece de signos cerebelosos como la disartria y el nistagmo.
Este trastorno de la coordinación no presenta debilidad motora, altera la dirección y la amplitud del movimiento voluntario, así como la postura y el equilibrio.